# Hinako Takanaga
Hinako Takanaga (高永ひなこ, Takanaga Hinako) est une mangaka populaire, auteur de manga yaoi. Elle a également illustré plusieurs romans yaoi par d'autres auteurs, entre autres The Guilty par Katsura Izumi. Son premier manga, 合格祈願 (Goukaku kigan), a été publié par Hanamaru Comics en 1997 ; il a plus tard été retravaillé pour donner le premier chapitre de la série Challengers (Rien n'est impossible). La plupart de ses œuvres ont été traduites en anglais et allemand (surtout par les éditions Tokyopop). Elle a été invitée à la convention YaoiCon 2007 par  Juné, l'éditeur américain de sa série Little Butterfly. Son travail a été notamment influencé par Suzue Miuchi, Yun Koga et Range Murata. 
Sa venue lors de Japan Expo 2011 fut sa première visite en France à la rencontre de ses fans.